# 日本航空アンカレッジ墜落事故
日本航空アンカレッジ墜落事故（にほんこうくうアンカレッジついらくじこ）は、1977年1月13日早朝、JALカーゴの貨物便がアメリカ合衆国アラスカ州アンカレッジ国際空港を離陸した直後に失速、墜落した事故である。
死亡したアメリカ人機長の体内から多量のアルコールが検出されたことから、離陸時に正常な判断操作が出来なくなっていたことが事故原因とされており、貨物便ではあるものの、大型ジェット機による営業運航便の航空事故としては極めて稀な、運航乗務員の飲酒が原因の一つとされる墜落事故である。

## 概要

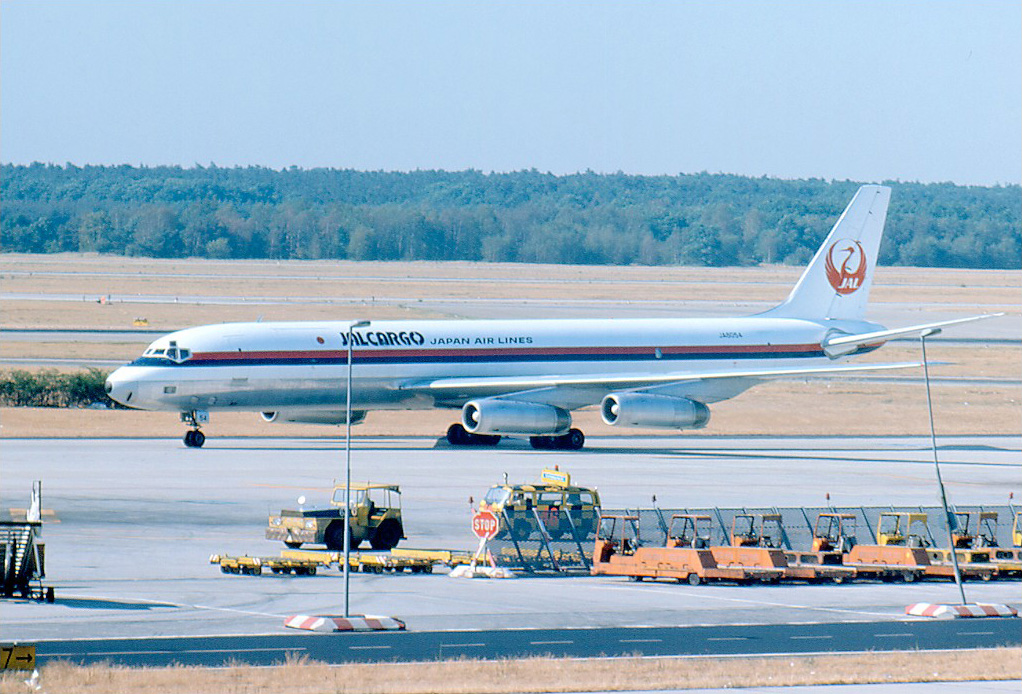
事故機のJA8054

日本航空（以下JAL）1045便（マクドネル・ダグラスDC-8-62F貨物機、機体記号：JA8054、1971年製造）は、ワシントン州モーゼスレイクで食肉用の生きた牛56頭を積み込みグラント郡国際空港を出発、アンカレッジ国際空港を経由して東京を終着地とする国際貨物チャーター便だった。アンカレッジまでは別のクルーの操縦で同日の5時3分（アラスカ標準時、AKST）に到着し、所定の点検作業が行われた。
東京へのフライトは、米国人機長（53歳）と日本人の副操縦士（31歳）及び航空機関士（35歳）が担当した。6時35分ごろ、霧の濃いアンカレッジ空港の24L滑走路から離陸してすぐにバフェットが発生、そのまま失速状態となり回復できないまま墜落・炎上した。離陸滑走開始後1分強しか経過していなかった。機体は全損し、フライトクルー3名と積荷の牛の世話係2名の計5名全員が死亡した。

## 原因

### 機長の飲酒
ホテルに宿泊していた東京行きのクルーは3時30分には起床、4時30分ごろにJAL差し回しのタクシーでホテルを出発、5時ごろには飛行場の運航事務所に到着した。当該タクシー運転手は、機長の赤ら顔、どんよりした目、支離滅裂な会話、ドアにつかまらなければ自分で車から降りられない様子を見て、このことをタクシー会社の配車係に電話で報告した。報告を受けた女性配車係は4時50分ごろにJALの契約整備会社の運航エージェントに電話して、「空港まで乗せたJALの機長は酩酊していたと運転手から報告があった」と伝えた。
この運航エージェントの男は「JALは異常なことは何でも見つけるし、相応な対応をするだろう」と答えている。その後6時20分に彼はその上司との会話の中でこのことに言及し、「たとえ機長が酔っぱらっていたとしても、すぐに副操縦士が止めるだろう」と話している。JAL の運航管理者とモーゼスレイクから操縦してきたクルー達は、この機長を含む東京行きのクルー全員に関して、何らの不自然なところは感じなかったと述べている。ブリーフィングもスムーズに進行し、特段の質問も出なかったという。ただし。この時の運行管理者は見習いであったこと、副操縦士はこの路線では初めての飛行であったことを考えれば、仮に機長の泥酔に気が付いていても上下関係から止られなかったであろうという問題点は後に浮上している。
クルーらは5時15分ごろに飛行機に乗り込んだが、彼らを乗せて事務所からエプロンの飛行機まで送った自動車の運転手（機長の友人だった）は、機長に変わったところは無かったと証言している。
駐機位置を離れて離陸位置までのタキシングの際、機長は自機の位置が分からなくなり、24L滑走路からの離陸であるのに、誤って24Rに進入し、そこで「離陸準備完了」などと自ら無線連絡を行った。管制塔から間違いを指摘されてようやく24Lにたどり着いた。

### 失速・墜落
6時34分に離陸滑走を始め、速度 "V1" を超え "Vr"（機首上げ速度）に達した時点で副操縦士により「ローテーション（機首上げ）」がコールされ、機長もそれを復唱したが、実際にはコールよりも早く機首上げを始めていた。この時点で自ら「10度」とコールを行ったが、実際はそれを超えるピッチの機首上げだったので、その後の加速が通常より悪かった。脚が滑走路を離れてすぐにピッチが15度に達した。その後 "V2" がコールされたが、その時には、ピッチは18度にまで達していた。直後に失速の前兆とされるバフェットが始まり、操縦室でも音や振動を感じ、その数秒後には失速警報とスティックシェイカーも作動したが、操縦桿を少し戻すなどの処置もとらなかった。結局、地上から100フィートほど上昇しただけですぐに失速状態となり、最後は左側に逸れながら左翼より墜落した。
墜落場所は滑走路端から約300m付近で、胴体は3つに裂けて炎上。残骸は800mから先へ散乱した。

### 着氷
事故当時の気象条件（気温と濃い霧）を勘案すると、事故機の主翼前縁部および上面にはわずかの着氷があった可能性が指摘されている。このことにより過大な機首上げを行うと失速する可能性が通常よりも幾分か高くなっていたと推測されている。

## 調査
検視の結果、機長の遺体の血液から 0.2 ないし 0.3% を超える血中アルコール濃度が検出された（他のクルーらの血液からはゼロ）。これは到底飛行機を操縦できるレベルではなく、精神的混乱、情緒不安定、痛みを感じなくなる、ろれつが回らなくなるなどの様々な症状（酩酊状態）が現れる、とされている。
機長が事故の20時間以内に接触したアンカレッジ市内に住む人々13名に対する聴取の結果は二つに割れた。機長ととても親しかった5名は、酔っている兆候は無かったし、そもそも酒を飲んでいるところを見てすらいないと証言した。一方、さほど親しくはない6名は、フライトの12時間前の時点では飲んでいるのを見たし、かなり酔っていたと証言した。

## 事故報告書
NTSB（米国国家安全運輸委員会）は、その事故報告書で、以下のように推定している。
- 機体に付着した氷と、アルコールによる影響下にあったパイロットによる操縦操作により失速した。
- 起因する因子として、出迎えのタクシー車内や空港におけるタクシングでの機長の所業を見て、他のフライトクルー達はこの機長の操縦を止めさせることをしなかった点を挙げた。